# Schah-Abdol-Azim-Schrein

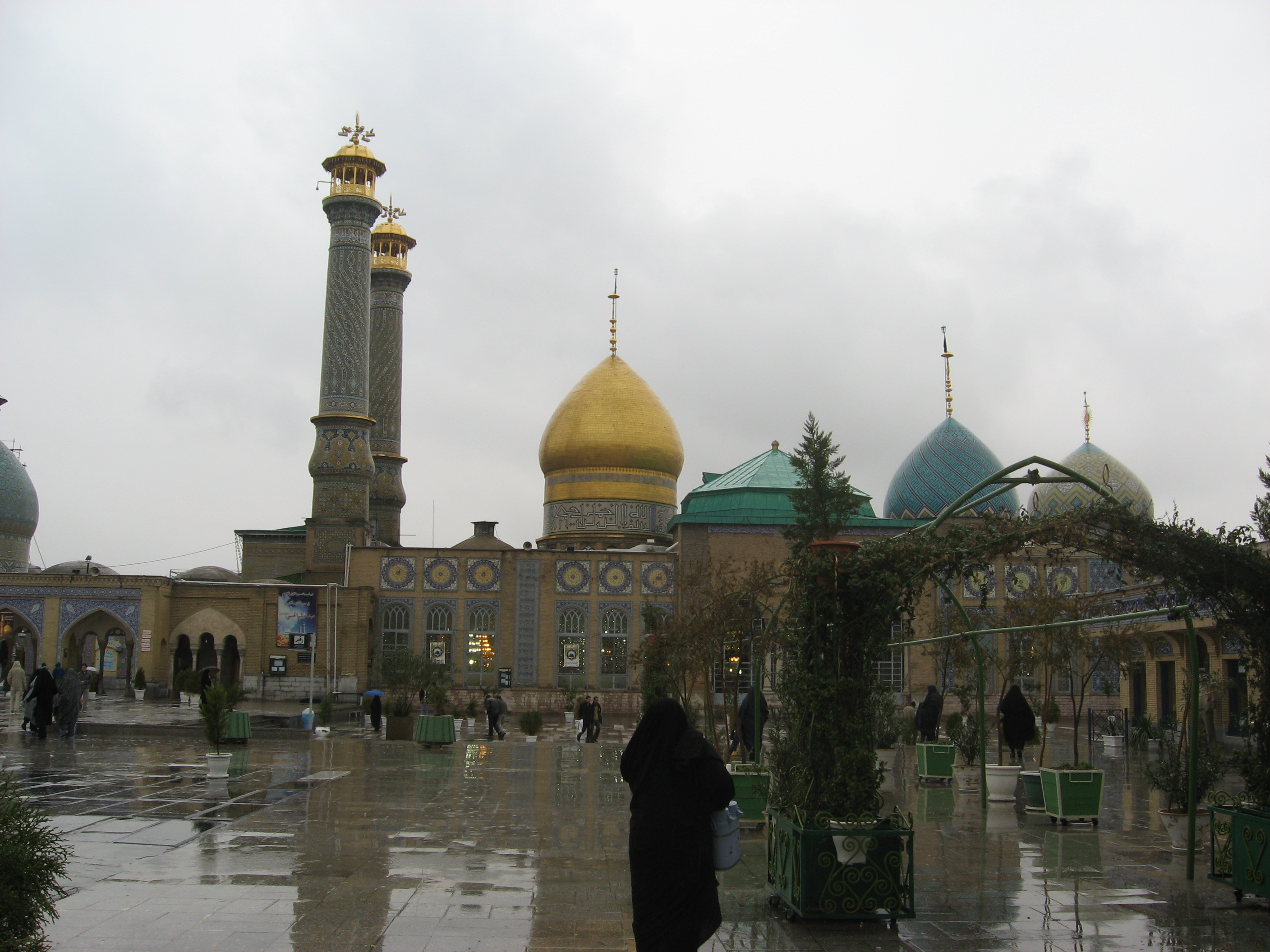
Schah-Abdol-Azim-Schrein

Der Schah-Abdol-Azim-Schrein (persisch شاه‌عبدالعظیم) ist ein schiitisches Heiligtum in Rey, ca. 15 km südlich von Teheran. Diese Wallfahrtsstätte ist das Grab des Schahs Abdol Azim, eines Nachfahren von Hasan ibn ʿAlī, des Sohnes von ʿAlī ibn Abī Tālib, des vierten Kalifen. Abdul Adhīm al-Hasanī starb im neunten Jahrhundert. 
Die Stätte besteht aus einem Haupt-Portal mit Zugang zu verschiedenen Höfen und einer Moschee. 
In der Zeit der Bujiden wurden Erweiterungen vorgenommen, größere Reparaturen gab es zur Zeit der Safawiden. Die Vergoldung der Kuppel erfolgte 1835 in der Zeit der Kadscharen auf Anweisung von Nasreddin Schah. Mehrere islamische Persönlichkeiten sind dort begraben, darunter der auf der Stätte ermordete Nasreddin Schah. 
Die erste Eisenbahnstrecke Irans, die Teheran-Abd-al-Azim-Eisenbahn, verband Teheran mit dem Ort.